# (143624) 2003 HM16
(143624) 2003 HM16 est un astéroïde Apollon et aréocroiseur, classé comme potentiellement dangereux. Il fut découvert par LINEAR à Socorro le 27 avril 2003.